# Klimavitjy
Klimavitjy (belarusiska:  Клімавічы) är en stad i Belarus.   Den ligger i Mahiljoŭs voblast, i den östra delen av landet, 290 km öster om huvudstaden Mіnsk. Klimavitjy ligger 174 meter över havet och antalet invånare är 16 445.

## Natur
Terrängen runt Klimavitjy är platt. Närmaste större samhälle är Krytjaŭ, 19,7 km nordväst om Klimavitjy. 